# Мегі (тропічний шторм)
Тропічний шторм «Мегі» (англ. Tropical Storm Megi) — слабкий, але смертоносний тропічний циклон, який обрушився на Філіппіни у квітні 2022 року. Це була третя тропічна депресія та другий тропічний шторм у сезоні тихоокеанських тайфунів 2022 року.
Сильні дощі та штормовий вітер призвели до затоплення двох кораблів. Великі зсуви накинули бруд на села в Лейте, поховавши близько 210 будинків. Станом на 29 квітня 2022 року Національна рада Філіппін зі зменшення ризиків стихійних лих і управління ними (NDRRMC) повідомила про 214 загиблих, 132 зниклих безвісти та 8 поранених. Міністерство сільського господарства оцінює збитки сільському господарству в 3,27 мільярда фунтів стерлінгів, а Департамент громадських робіт і доріг оцінює збитки інфраструктури в 1,45 мільярда фунтів стерлінгів, на загальну суму 4,72 мільярда фунтів стерлінгів (90,8 мільйонів доларів США). Наразі вони відрізняються від збитків, повідомлених NDRRMC, які залишаються на рівні ₱2,27 мільярдів (43,7 мільйонів доларів США).

## Метеорологічна історія

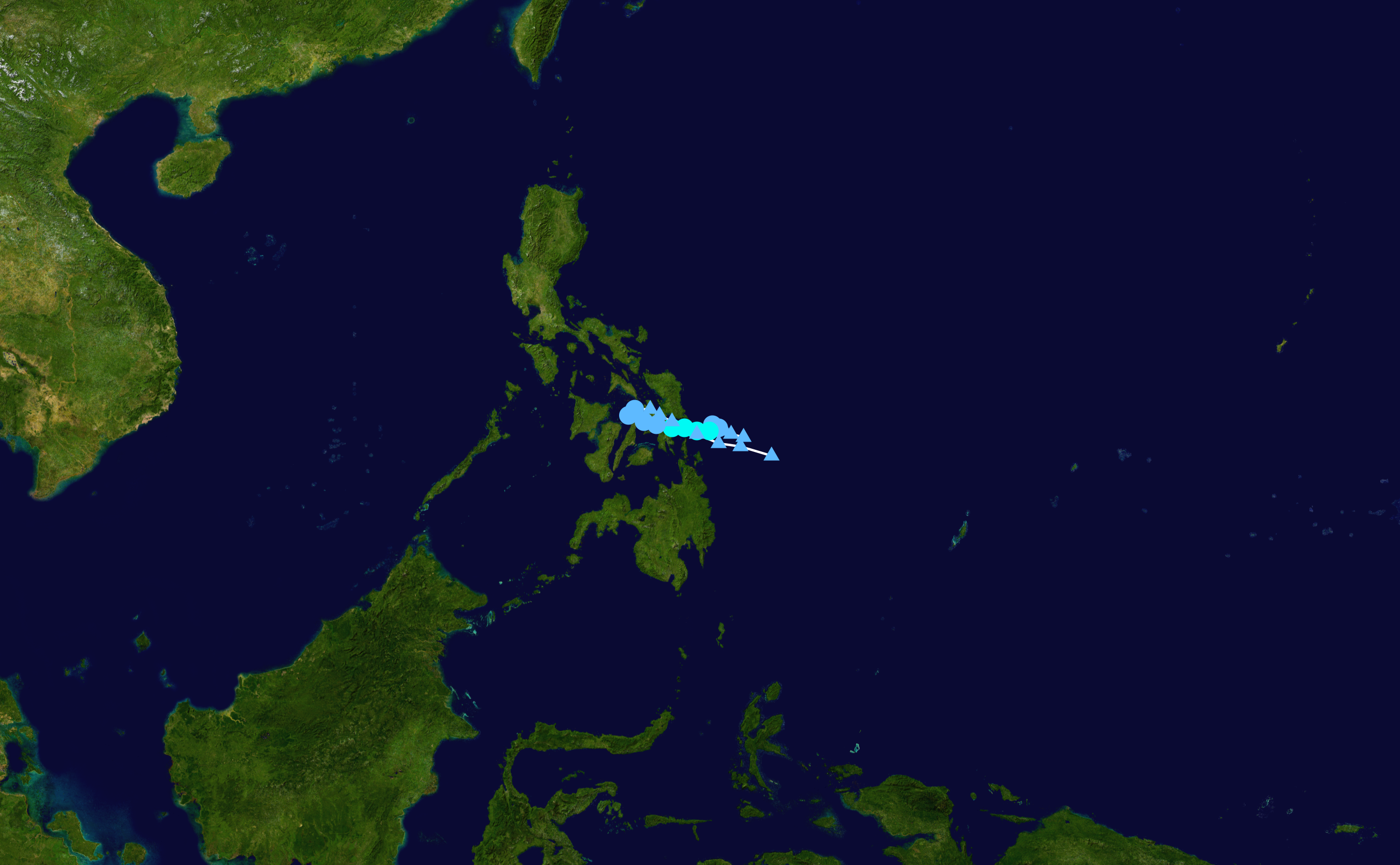
Карта шляху і інтенсивності Тропічного шторму Мегі

Супутниковий знімок тропічних штормів Мегі (ліворуч) і Малакас (праворуч) 9–10 квітня.

8 квітня тропічне порушення виникло поблизу Філіппін, приблизно в 359 морських милях (665 км; 413 миль) на захід-північний захід від Палау. Пізніше того ж дня Метеорологічне управління Японії (JMA) почало відстежувати порушення як тропічну депресію. Приблизно в той же час Філіппінське управління атмосферних, геофізичних і астрономічних служб (PAGASA) повідомило, що система перетворилася на тропічну депресію, яку агентство назвало Агатон. пізніше того ж дня PAGASA почала видавати Бюлетені тропічних циклонів (TCB) щодо шторму.
Пізніше 9 квітня Об’єднаний центр попередження про тайфуни (JTWC) опублікував для системи попередження про формування тропічного циклону (TCFA). Широкий низькорівневий циркуляційний центр системи ще більше консолідувався, і до 03:00 UTC агентство оновило його до тропічної депресії та присвоїло йому позначення 03W.
Напередодні та вранці 10 квітня JMA, JTWC і PAGASA оновили систему до тропічного шторму, причому JMA присвоїла шторму назву Мегі. Хоча умови навколишнього середовища були загалом сприятливими для розвитку, система зберігала свою силу лише протягом дня, коли почала взаємодіяти з землею.
Меші здійснив свій перший вихід на сушу над островом Калікоан , Гуйуань о 07:30 за тихоокеанським часом 10 квітня (23:30 UTC 9 квітня). Слабкий поривний вітер зробив шторм майже нерухомим над затокою Лейте, зберігаючи при цьому швидкість вітру 35 вузлів (65 км/год; 40 миль/год) поблизу його центру. Обмежений розвиток спонукав JTWC знизити рейтинг системи до рівня тропічної депресії о 21:00 UTC, а PAGASA о 08:00 PHT (00:00 UTC) 11 квітня Після Через кілька годин повільного руху на північний захід шторм вдруге вийшов на сушу над Басі, Самар близько 16:00 PHT (08:00 UTC). Незабаром після цього JTWC опублікував останнє попередження про шторм.
Мегі продовжував повільно рухатись в районі Лейте-Самар, керований пасатами та західними вітрами. Оскільки шторм ще більше ставав слабким під впливом суші, JMA опублікувала остаточну пораду щодо шторму о 06:00 UTC 12 квітня PAGASA також випустила свій останній бюлетень щодо шторму незабаром після цього. оскільки він далі ослаблявся в область низького тиску. Мегі продовжив рух на південний схід і знову увійшов у Філіппінське море близько 18:00 UTC. JMA продовжував стежити за системою, доки вона востаннє не була помічена о 06:00 UTC 13 квітня.

## Підготовка

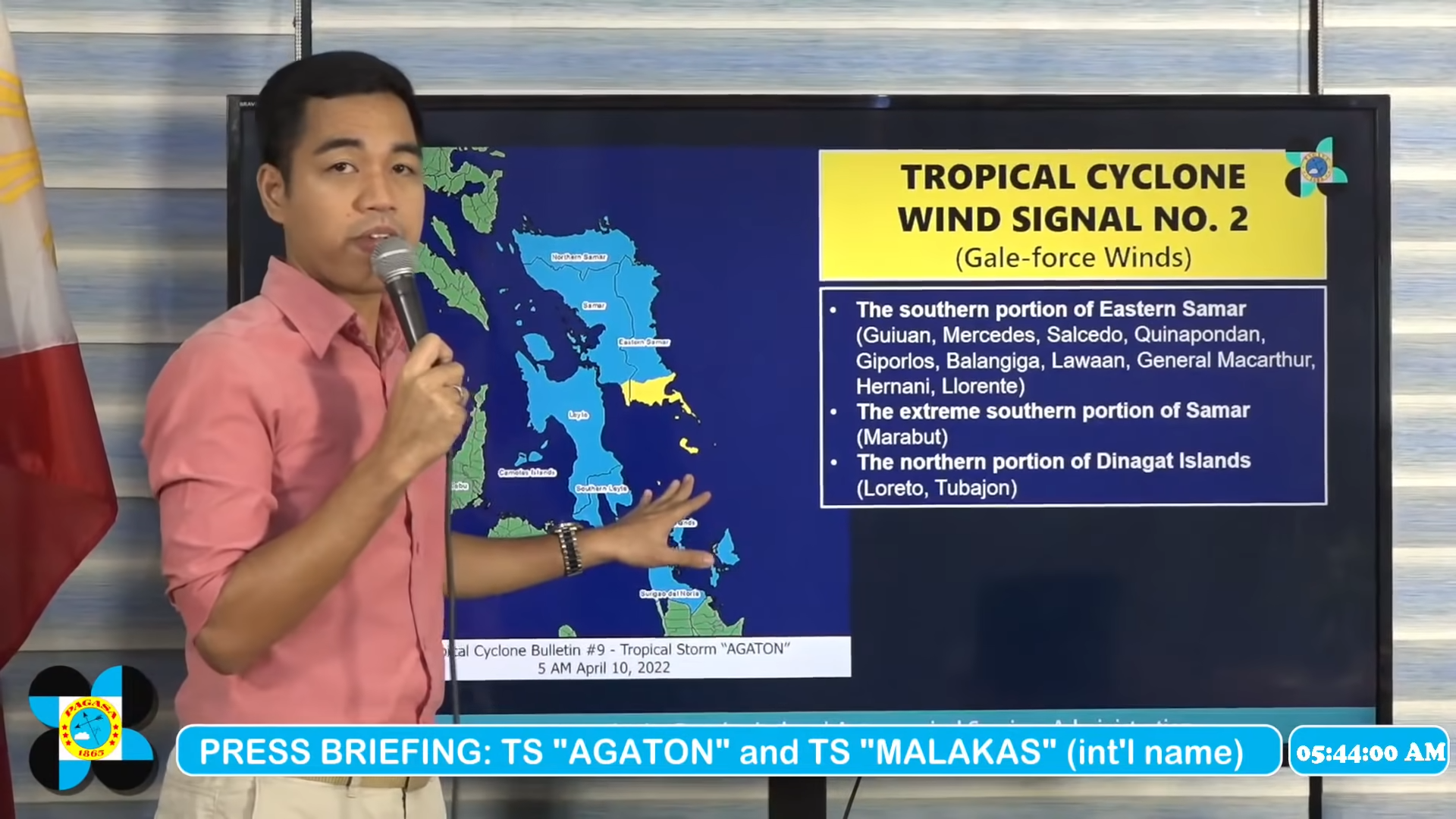
Метеоролог PAGASA представляє оновлену інформацію про тропічний шторм Мегі (Агатон) вранці 10 квітня 2022 року.

Після того, як Мегі перетворилася на тропічну депресію, PAGASA негайно почала видавати попередження Сигналу № 1 над Східним Самаром, Сіаргао та островами Букас-Гранде та Дінагат. Агентство також почало видавати попередження про Сигнал № 2 і розширило список областей під Сигналом № 1 після того, як він переріс у тропічний шторм. Заняття та роботу в Данао, Себу, призупинили ще 10 квітня
11 квітня заняття в містах Себу, Лапу-Лапу, Мандауе, Талісай, Каркар і Таклобан були припинені. Заняття також були призупинені у всій провінції Південний Лейте та в деяких частинах Західного Негрос. Себу та Таклобан також призупинили роботу як в державному, так і в приватному секторах і почали евакуацію жителів біля річок і берегових ліній. Міністерство закордонних справ призупинило роботу двох своїх консульських установ у постраждалих районах.  За даними НДРМЦ, 33 443 людини були евакуйовані.
PLDT і Globe Telecom , обидві філіппінські телекомунікаційні компанії, підготували безкоштовні телефонні та зарядні станції напередодні шторму. 12 квітня Департамент соціального забезпечення та розвитку (DSWD) оголосив, що підготував продуктові набори для сім’ї на суму ₱13,2 мільйона (254 049 доларів США) з додатковими 26,7 мільйонами ₱ (513 462 доларів США). ) на суму непродовольчих товарів.

## Наслідки

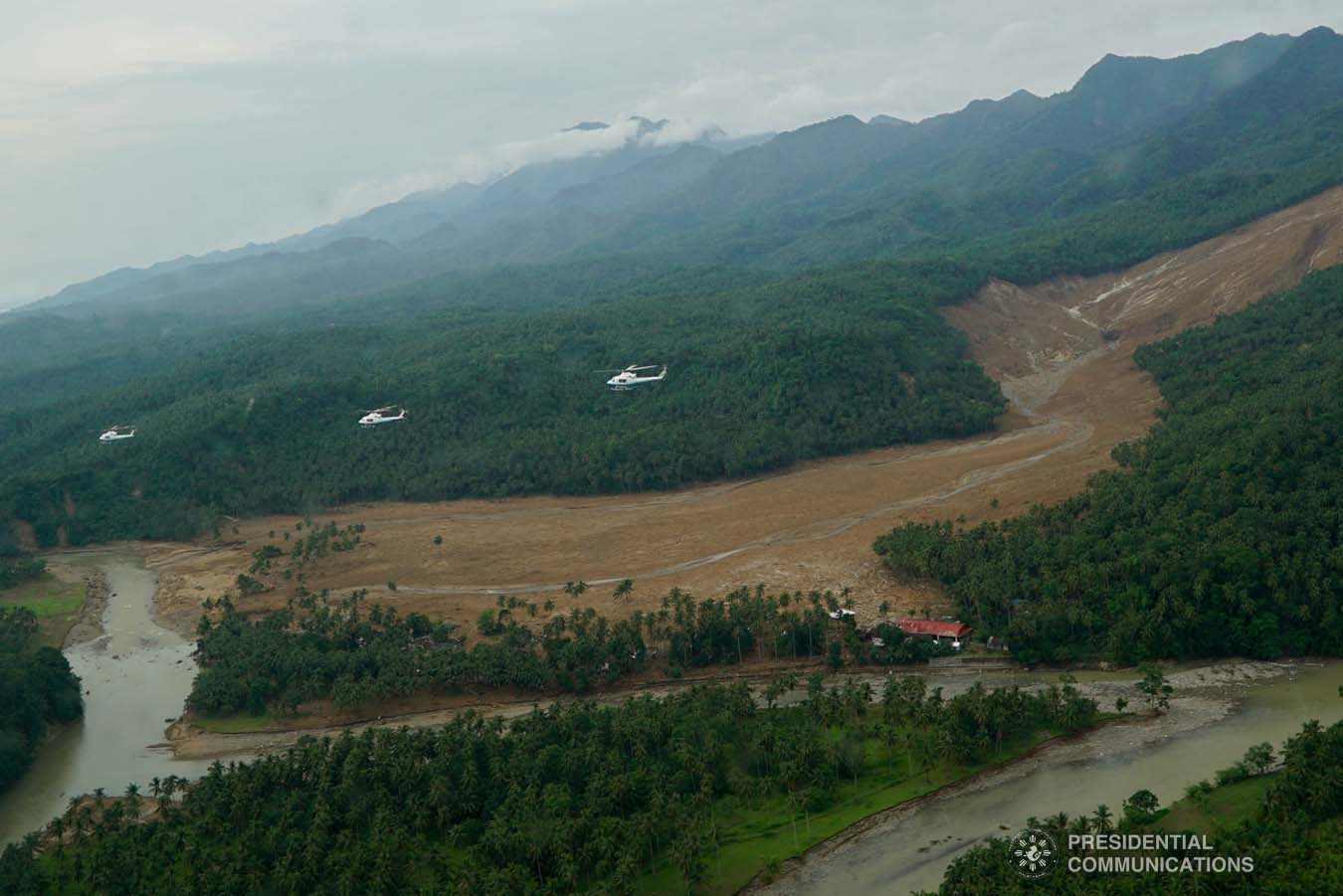
Аерофотознімок показує зсув у Бейбей, Лейте.

Більшість пошкоджень Мегі було зосереджено в регіоні Вісай l, де шторм затримався протягом більшої частини свого життя. Постійні проливні дощі, раптові повені та сильний вітер призвели до масових повеней і зсувів у двох регіонах. Деякі з територій, які постраждали від Мегі, нещодавно постраждали від тайфуну Рай і лише почали відновлюватися до впливу Мегі.
10 квітня сильні хвилі перекинули судно - роллер у Сан-Франциско, Себу, внаслідок чого воно затонуло, а також перекинуло вантажне судно в Ормоці.  Мандрівники, які поверталися додому на Страсний тиждень у Східних і Центральних Вісаях , застрягли в портах через суворі погодні умови. Загалом близько 8769 пасажирів застрягли в західних регіонах Філіппін. Повідомлялося про відключення електроенергії в 76 містах і муніципалітетах. Збої також вплинули на послуги телекомунікаційних компаній у регіоні. Станом на 29 квітня 2022 року, повені все ще тривають щонайменше в 261 районі Вісайських островів і Мінданао. 
NDRRMC повідомила про 2 298 780 постраждалих людей, 886 822 з яких були переміщені зі своїх домівок. Агентство також повідомляє про 214 загиблих, 132 зниклих безвісти та 8 поранених станом на 29 квітня 2022 року. У місті Бейбей загалом повідомили про 101 загибель, 102 зниклих безвісти та 103 поранених, причому зсув засипав брудом 210 домогосподарств. У Піларі, Абуйог, 26 людей загинули, 96 отримали поранення, 150 пропали безвісти, а 80 відсотків будинків були засипані. Міністерство соціальних послуг і розвитку в Бангсамороповідомляється про щонайменше 136 000 постраждалих людей в особливій географічній зоні Бангсаморо (географічно в Котабато ).  21 квітня NDRRMC неправильно повідомила про 224 смерті після того, як деякі з знайдених тіл були дубльовані в їх останньому звіті. 

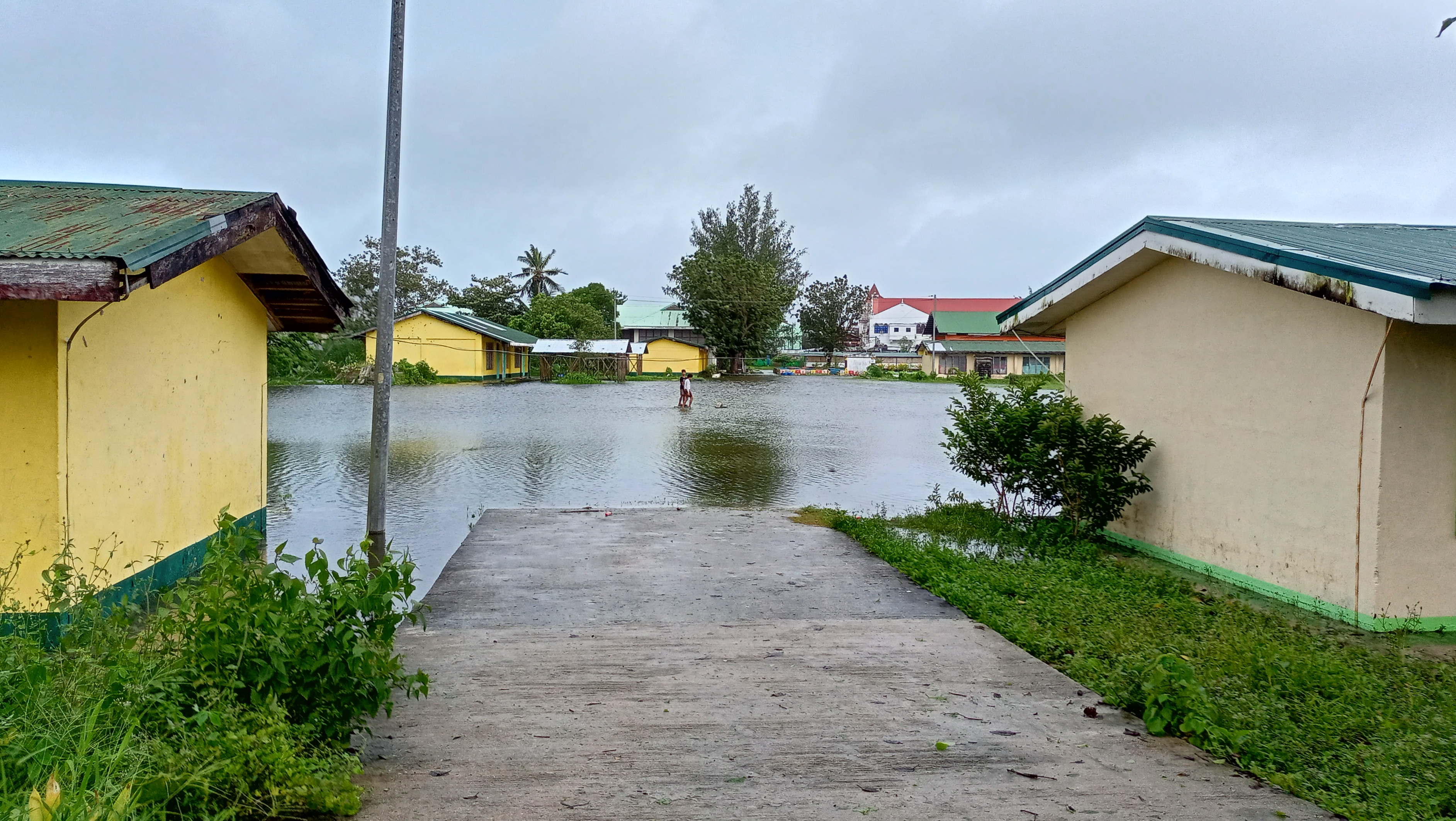
Затоплена школа після проходження Тропічного шторму Мегі

За оцінками NDRRMC, збитки сільському господарству становлять 2,27 мільярда фунтів стерлінгів, а збитки інфраструктурі – 6,95 мільйонів фунтів стерлінгів. Крім того, було пошкоджено 16 382 будинки (з них 2 258 будинків повністю знищено), що призвело до додаткових збитків на суму ₱709 500. Загалом NDRRMC оцінює щонайменше 2,27 мільярда фунтів стерлінгів (43,7 мільйона доларів США) збитків, завданих Megi. Міністерство сільського господарства оцінює більший збиток для сільськогосподарського сектора, який сягає понад 3,27 мільярда фунтів стерлінгів. Департамент громадських робіт і автомобільних доріг також повідомляє про більшу шкоду інфраструктурі; оцінюється приблизно в 1,45 мільярда ₱, на загальну суму 4,72 мільярда ₱ (90,8 мільйонів доларів США) збитків.